# Association laïque-humaniste roumaine
L'Association laïque-humaniste roumaine (en roumain : Asociația Secular-Umanistă din România, en abrégé ASUR) est une organisation non gouvernementale créée en mars 2010 pour promouvoir les valeurs de l'humaniste laïque en Roumanie . Les activités de l'organisation comprennent la lutte contre l'endoctrinement religieux dans les écoles,, et la lutte contre le financement des églises par l'État ,.
Depuis 2012, l'ASUR organise également la conférence annuelle Conferința Raționalilor  et est l’une des organisations partenaires du Festival des sciences de Bucarest en 2013 et 2014 , et de la Conférence humaniste d’Europe orientale en 2015 . L'organisation est membre de la Fédération humaniste européenne  et , depuis octobre 2011, de l'Union internationale humaniste et éthique ,.